# Heterochromis multidens
Heterochromis multidens is een straalvinnige vissensoort uit de familie van de cichliden (Cichlidae). De wetenschappelijke naam van de soort werd voor het eerst geldig gepubliceerd in 1900 door Jacques Pellegrin.